# جلاد كلبي
جَلَّاد كَلْبيّ نوعٌ من الجلَّاد الشرس البطاش فصيلة قرش كلبي. أعطانه بعض مناطق البحر الأبيض المتوسط والمحيط الأطلسي قرب البلاد الأوربية والإفريقية. يعتبر من الأسماك اليمية ويقترب من المجادح حيث تكثر القشريات والرخويات. جسمه وشعي يطول نحو 200 سم. رأسه مقطوم الخطم كما في الكلب. فمه سفلي الارتكاز واسع الشدق. لحمه كاعن الصنف قل من يرغب فيه.

## معرِض الصور

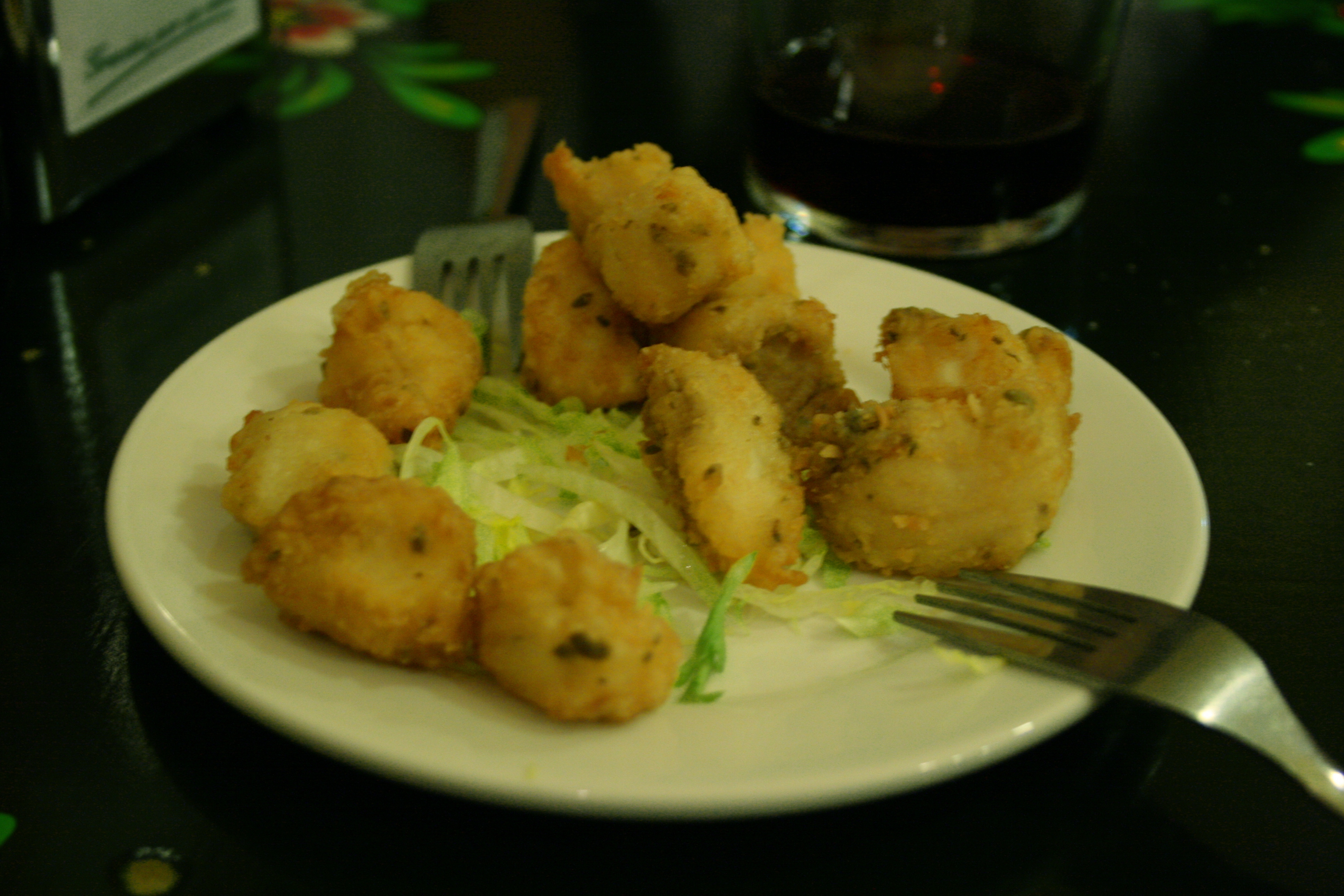

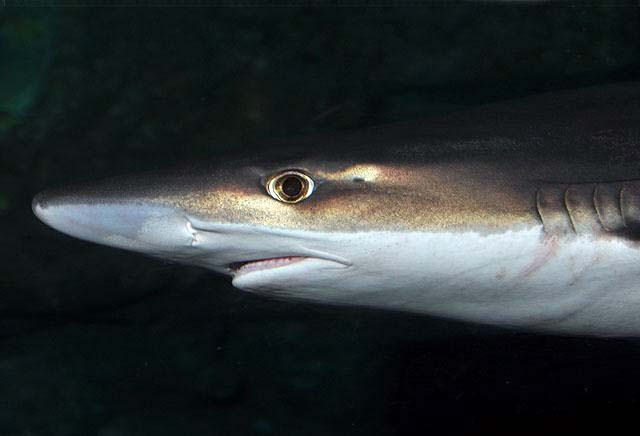
رأس
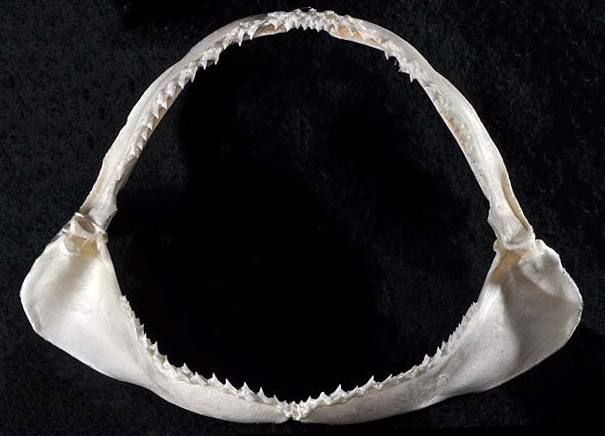
فكوك
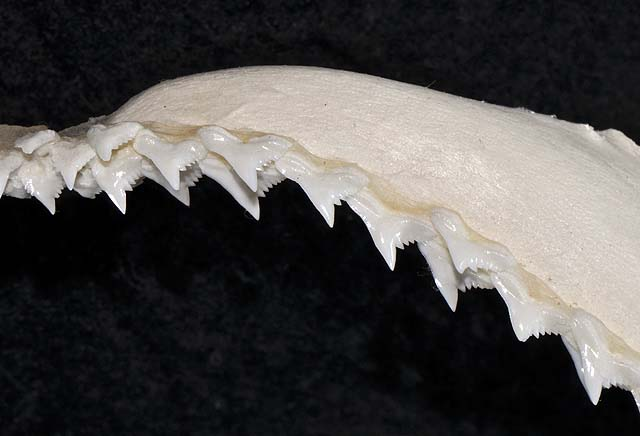
الأسنان العلوية
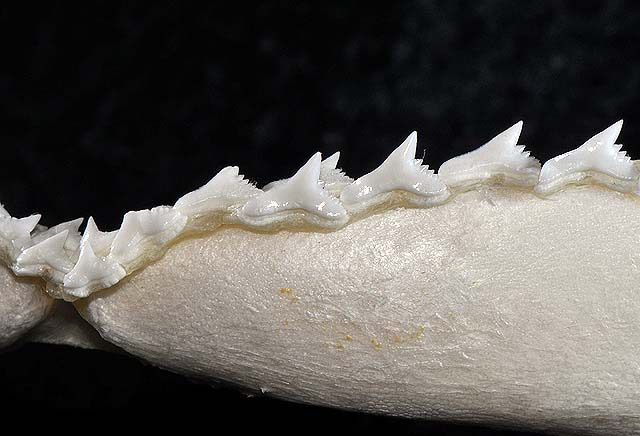
الأسنان السفلية